# Agnia (escarabajo)
Agnia es un género de escarabajos longicornios de la subfamilia Lamiinae.

## Especies
- Agnia bakeri Aurivillius, 1927
- Agnia casta Newman, 1842
- Agnia clara Newman, 1842
- Agnia eximia Pascoe, 1860
- Agnia fasciata Pascoe, 1859
- Agnia lucipor Breuning, 1982
- Agnia molitor (Aurivillius, 1927)
- Agnia pubescens Aurivillius, 1898
- Agnia pulchra Aurivillius, 1891